# Parti d'unité prolétarienne (Italie)
Pour les articles homonymes, voir Parti d'unité prolétarienne (homonymie).
Le Parti d'unité prolétarienne (en italien Partito di Unità Proletaria, PdUP) ou Parti d'unité prolétarienne pour le communisme (PdUP per il Comunismo) est un ancien parti politique italien de gauche radicale, qui a existé de 1972 à 1984, date à laquelle il a fusionné avec le Parti communiste italien.

## Histoire
Lors de la dissolution du Parti socialiste italien d'unité prolétarienne en 1972, ceux des militants qui ne rejoignent ni le Parti socialiste italien ni le Parti communiste italien décident de fusionner leur courant avec la minorité du Mouvement politique des travailleurs, parti de la gauche catholique qui ralliait alors le PSI.

### Le PDUP pour le Communisme (1974)
Le Parti d'unité prolétarienne pour le communisme se constitue en juillet 1974 par l'unification du Parti d'Unité Prolétarienne (PdUP) avec le groupe Il Manifesto', dont les rédacteurs avaient été exclus en 1969 du Parti communiste italien ; quelques mois plus tard, le Mouvement autonome des étudiants milanais de Mario Capanna rejoint également la nouvelle formation. Pendant la phase d'unification, des contrastes apparaissent avec le courant léniniste dirigé depuis Palerme par Mario Mineo, qui, accusé de fractionnisme, est exclu du parti en décembre 1975.
Le congrès fondateur du PdUP pour le Communisme se tient à Bologne du 29 janvier au 1er février 1976. Il s'en dégage trois positions internes : celle, majoritaire (47,34%) du Manifeste, de Rossana Rossanda et Lucio Magri (orienté vers un soutien critique mais solidaire d'avec le PCI et la CGIL), celle des anciens du Parti Socialiste d'Unité Prolétarienne (43,48%), autour de Miniati, Foa et Capanna (orienté vers les formations d'extrême gauche), et une troisième (9,18%) de Luigi Pintor qui s'est abstenu dans les votes, devenant le centre faisant pencher la balance dans la vie du parti. Lucio Magri devient secrétaire du nouveau PdUP. 
Au Congrès de Florence (juillet 1974), pour la première fois en Europe, grâce aux efforts du secrétaire de la Commission internationale, Mario Albano, presque tous les représentants des mouvements de libération du tiers monde sont présents.

### L'expérience de Démocratie prolétarienne (1976)
Lors des élections de 1976, le PdUP constitue la coalition Démocratie prolétarienne avec d'autres mouvements d'extrême gauche, Avanguardia Operaia, le Movimento Lavoratori per il Socialismo, ainsi que plusieurs autres groupes de moindre importance, notamment trotskistes. Au départ, le PdUP était contre la présence de Lotta Continua dans la nouvelle formation, mais il a cédé pour ne pas créer de divisions en son sein au moment du vote.  Cette coalition attire 1,5 % des voix au niveau national : grâce au système de scrutin proportionnel italien. 6 députés ont ainsi été élus, dont 5 du PdUP pour le communisme (Lucio Magri, Eliseo Milani, Luciana Castellina et Vittorio Foa qui, élus dans deux circonscriptions, ont renoncé en faveur de Silverio Corvisieri et Mimmo Pinto) et un, Massimo Gorla, d'Avant-garde Ouvrière.

### Scissions et fusions (1977-1981)
En janvier 1977 commença la séparation entre les deux composantes du PdUP pour le communisme, en raison de l'échec d'une stratégie de prise de pouvoir 'union de la gauche : ainsi le 20 février le parti s'est scindé en deux sections : la majorité de Magri et Rossanda d'une part, et la «gauche» (la région de Foa et Miniati, les autos-proclamées Fédérations unitaires et le courant syndical d'Elio Giovannini, Antonio Lettieri et Gastone Sclavi). Les trois dernières composantes ont rejoint DP en tant que parti.
La majorité "magrienne", en revanche, a absorbé la minorité d'Avanguardia Operaia, liée à Aurelio Campi, et s'est ensuite à nouveau déchirée au Congrès de Viareggio (1978) en raison de divergences sur le slogan de solidarité nationale. Lors des élections générales italiennes de 1979, il rassembla 1,37% des voix à la Chambre, et six députés.
Au congrès de Rome (1981), le Mouvement des travailleurs pour le socialisme (Movimento Lavoratori per il Socialismo (MLS) ), dirigé par Luca Cafiero, présent sur tout le territoire national mais particulièrement enraciné à Milan, décida de fusionner avec le PdUP. L'alliance avec le MLS avait déjà permis, deux ans plus tôt, l'atteinte du quorum aux élections, objectif que DP, qui se présentait sous le sigle «Nuova Sinistra Unita», n'avait pas réussi à atteindre.

### La confluence dans le PCI (1983-1991)
En 1983, à l'occasion des élections générales, et en 1984, en vue des élections européennes, le PdUP pour le communisme a présenté des listes communes avec le PCI, parti qu'il avait soutenu de plus en plus explicitement depuis que son secrétaire, Enrico Berlinguer, avait abandonné le compromis historique. 
Fin mars 1984, le Congrès national du PdUP pour le communisme à Milan a été marqué par la tentative de Magri de pousser à la fusion avec le PCI, que les militants ont repoussée. Le Congrès s'est terminé le 1er avril 1984.
Le 25 novembre 1984, le parti, avec l'accord de Magri, Luciana Castellina et Cafiero, et des jeunes parlementaires Vincenzo Vita et Luciano Pettinari, s'auto-dissout et fusionne dans le PCI, en accord avec le nouveau secrétaire communiste Alessandro Natta. Cependant, des dirigeants comme Ivano Di Cerbo, et en particulier Lidia Menapace, qui a fondé le Mouvement politique pour l'alternative, ont rejeté la décision. Le secrétaire régional de la Ligurie, Franco Astengo, a également refusé la fusion, en raison du manque d'engagement du PCI sur la question morale, qui a explosé dans cette région au début des années 1980 avec le scandale Teardo, président de la région faisant l'objet d'une enquête et condamné par la suite pour pots-de-vin.
Le 30 novembre, le Comité central et la Commission centrale de contrôle du PCI approuvent à l'unanimité la confluence du PdUP pour le communisme, cooptant au comité central Magri, Cafiero, Vita, Pettinari et Castellina. Magri entre également dans la direction, mais avec sept voix contre et trois abstentions.
Lorsqu'en 1991 la transformation du PCI en PDS fut entamée par le secrétaire Achille Occhetto, une partie importante de l'ancien PdUP pour le communisme se rangea du côté du «non», mais ne rejoignit que tardivement le Parti de la refondation communiste.

### Le retour du PDUP: le mouvement communiste unitaire (1995-1998)
En mars 1995, Rifondazione Comunista a décidé de retirer sa confiance du gouvernement Dini, et une partie du parti composée de cadres de l'ancien PdUP pour le communisme, dirigée par Famiano Crucianelli et l'ex-secrétaire du PRC Sergio Garavini, a voté en faveur du gouvernement puis a scissionné en juin suivant, pour former le Mouvement des communistes unitaires, qui est resté dans la majorité de centre-gauche, puis a rejoint le DS en février 1998.

## Congrès nationaux
- Congrès national de fondation du PDUP pour le communisme - Rome, 12-14 juillet 1974
- IIe Congrès national - Viareggio, 10-12 novembre 1978
- Congrès d'unification avec le MLS - 29-31 mai 1981
- IVe Congrès national - Milan, 29 mars-1er avril 1984

## Résultats électoraux

### Élections générales
| Année | Chambre des députés                 | Chambre des députés                 | Sénat                               | Sénat                               | Rang | Gouvernement |
| Année | %                                   | Mandats                             | %                                   | Mandats                             | Rang | Gouvernement |
| ----- | ----------------------------------- | ----------------------------------- | ----------------------------------- | ----------------------------------- | ---- | ------------ |
| 1976  | au sein de Démocratie prolétarienne | au sein de Démocratie prolétarienne | au sein de Démocratie prolétarienne | au sein de Démocratie prolétarienne | 7e   | Opposition   |
| 1979  | 1,37                                | 6 / 630                             | -                                   | -                                   | 9e   | Opposition   |

### Parlement européen
| Année | %   | Sièges | Rang | Groupe |
| ----- | --- | ------ | ---- | ------ |
| 1979  | 1,2 | 1 / 81 | 9e   | CDI    |

## Militants du PdUP
- Vittorio Foa
- Paolo Gentiloni
- Rossana Rossanda